# Вандоијес
Вандоијес (итал. Vandoies) је насеље у Италији у округу Болцано, региону Трентино-Јужни Тирол.
Према процени из 2011. у насељу је живело 3108 становника. Насеље се налази на надморској висини од 758 м.

## Становништво
| 1931. | 1936. | 1951. | 1961. | 1971. | 1981. | 1991. | 2001. | 2011. |
| ----- | ----- | ----- | ----- | ----- | ----- | ----- | ----- | ----- |
| 2.080 | 2.303 | 2.355 | 2.562 | 2.741 | 2.849 | 2.961 | 3.108 | 3.251 |